# 팬틸트줌 카메라

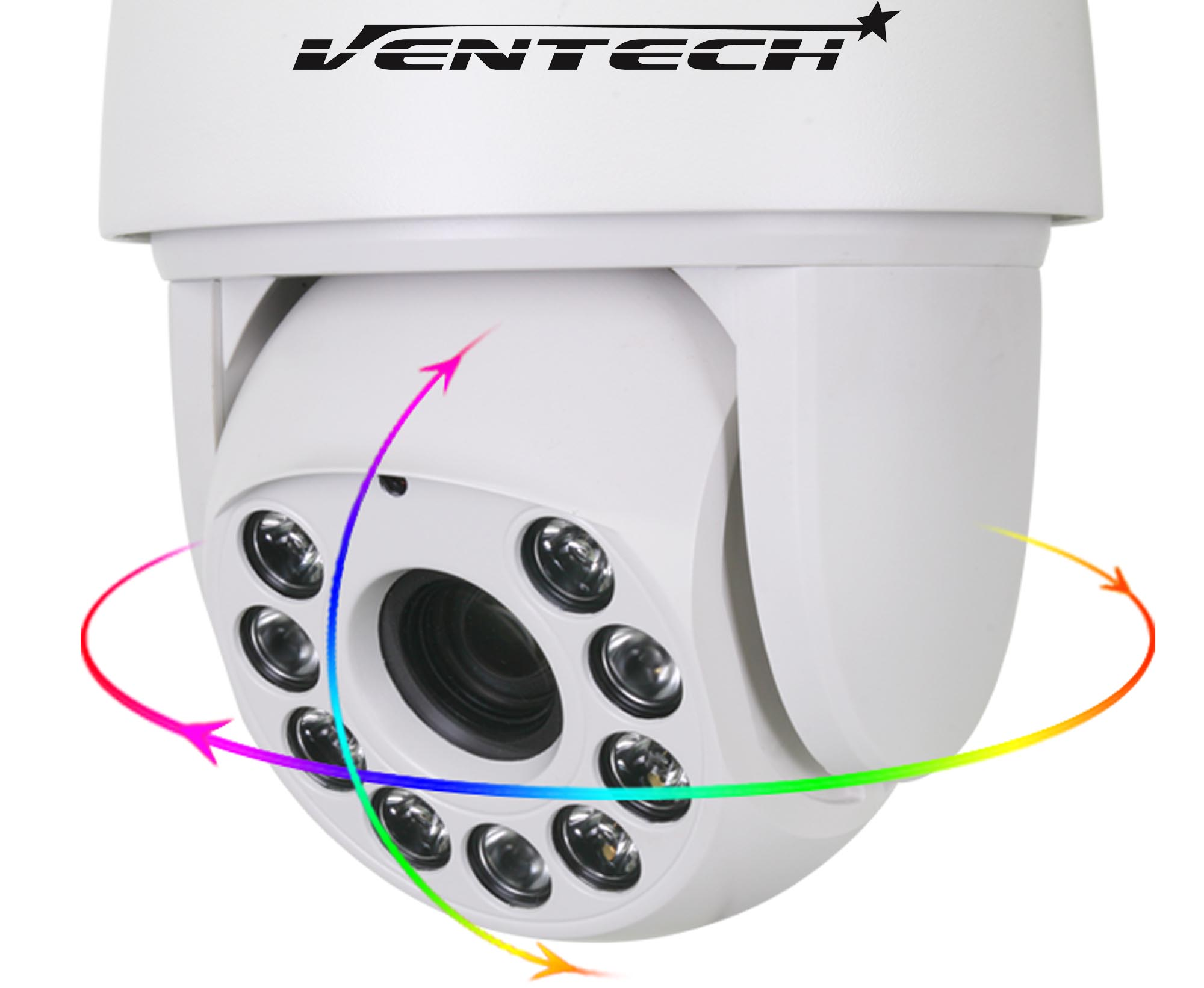
Ventech PTZ 카메라

팬틸트줌 카메라(pan–tilt–zoom camera, PTZ 카메라)는 방향과 확대/축소를 원격으로 제어할 수 있는 카메라이다.
텔레비전 방송 제작의 PTZ 컨트롤은 텔레비전 스튜디오, 스포츠 이벤츠 등의 공간에서 프로페셔널 비디오 카메라와 함께 사용된다. 로보틱 카메라(robotic camera)의 준말로서 로보(robo)락도 일컫기도 한다. 이 시스템들은 자동화 시스템에 의해 원격으로 제어가 가능하다. PTZ 컨트롤들은 일반적으로 카메라 없이 별매로 판매되지만 플레처 카메라의 경우처럼 세트로 판매되기도 한다.

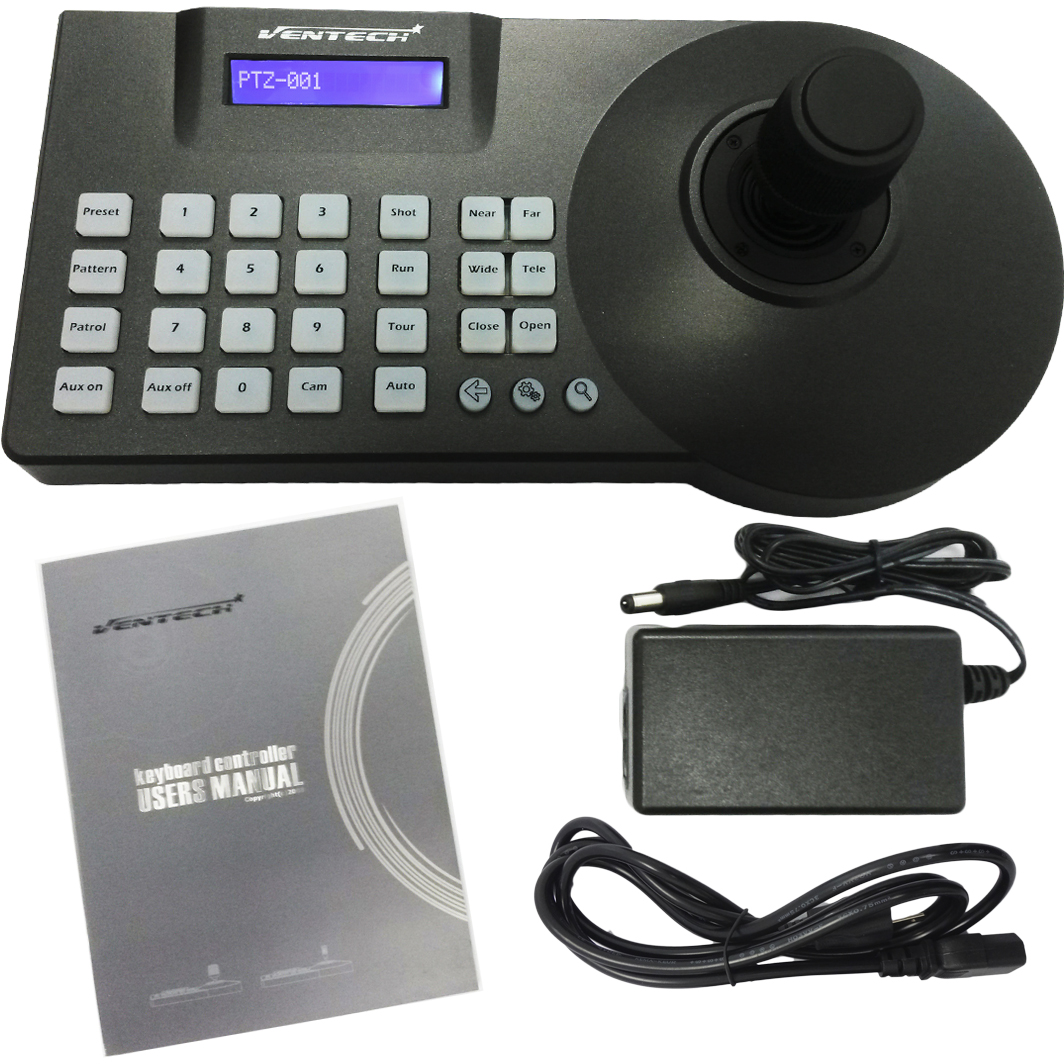
Ventech ptz 컨트롤러

 PTZ는 팬(pan), 틸트(tilt), 줌(zoom)의 준말이며 카메라의 동작 옵션을 반영한다. 다른 종류의 카메라들로는 ePTZ 또는 가상 팬-틸트-줌(virtual pan-tilt-zoom, VPTZ)가 있으며 고해상도 카메라가 물리적인 카메라 움직임 없이 디지털 방식으로 이미지의 일부분에 줌/패닝을 수행한다. 초저 대역의 감시 스트리밍 기술은 VPTZ를 사용하여 전반적인 대역 사용량을 증가시키지 않고 사용자 지정 영역을 더 높은 품질로 스트리밍한다. 이러한 유형의 방범 카메라들은 디지털 비디오 레코더에 연결하여 녹화를 수행하기도 한다.
PTZ 카메라들은 방범, 화상회의, 생방송, 강의 녹화 등의 분야에 흔히 사용된다.

## 영상 감시
팬-틸트-줌 카메라들은 현대의 방범 시스템에 필수적인 요소가 될 수 있다. 의심이 되는 이벤트에 집중할 수 있다. 이러한 카메라의 감시는 정보를 제공하는, 광역을 모니터링하는 마스터 카메라에 기반을 두므로 PTZ 카메라는 필요한 부분에 팬/틸트를 할 수 있고 대상의 움직임을 관찰하거나 따라갈 수 있다.

## 같이 보기
- IP 카메라
- 아이디스
- 화웨이
- 액시스 커뮤니케이션스
- Bosch
- Hikvision
- Legrand
- 로지텍
- 파나소닉
- 소니
- 펠코
- Vinten